# Llista de monuments de Sant Just Desvern
Llista de monuments de Sant Just Desvern inclosos en l'Inventari del Patrimoni Arquitectònic Català per al municipi de Sant Just Desvern (Baix Llobregat). Inclou els inscrits en el Registre de Béns Culturals d'Interès Nacional (BCIN) amb la classificació de monuments històrics i els Béns Culturals d'Interès Local (BCIL) de caràcter arquitectònic.
| Monument                                                                                 | Protecció | Estil/època                                                 | Localització                                                                              | Coordenades                                          | Codi?     | Imatge |
| ---------------------------------------------------------------------------------------- | --------- | ----------------------------------------------------------- | ----------------------------------------------------------------------------------------- | ---------------------------------------------------- | --------- | --- |
| Casa del T.B.O.                                                                          | BCIL 1987 | Noucentisme Josep Alemany i Juvé XX Mitjan                  | Sant Just Desvern C. Àngel Guimerà, 4-6                                                   | 41° 23′ 01″ N, 2° 04′ 47″ E / 41.3835°N,2.079722°E   | IPA-19286 | Casa del T.B.O. (Sant Just Desvern) · Vegeu més fotos d'aquest monument · Carregueu una nova foto d'aquest monument                                 |
| Casa Cardona                                                                             | BCIL 1987 | Obra popular XX (1915)                                      | Sant Just Desvern C. Bonavista, 12-14                                                     | 41° 22′ 46″ N, 2° 04′ 45″ E / 41.3794°N,2.0791459°E  | IPA-19287 | Casa Cardona (Sant Just Desvern) · Vegeu més fotos d'aquest monument · Carregueu una nova foto d'aquest monument                                    |
| Festejador de Can Amargós, Can Vendrell                                                  | BCIL 1987 | Eclecticisme Magí Campreciós i Poll XX Inici                | Sant Just Desvern C. Bonavista s/n                                                        | 41° 22′ 50″ N, 2° 04′ 42″ E / 41.38055°N,2.078333°E  | IPA-19288 | Festejador de Ca n'Amargós (Sant Just Desvern) · Vegeu més fotos d'aquest monument · Carregueu una nova foto d'aquest monument                      |
| Casa Sans                                                                                | BCIL 1987 | Noucentisme XX (1910)                                       | Sant Just Desvern C. Bonavista, 34                                                        | 41° 22′ 55″ N, 2° 04′ 42″ E / 41.381889°N,2.078472°E | IPA-19289 | Casa Sans (Sant Just Desvern) · Vegeu més fotos d'aquest monument · Carregueu una nova foto d'aquest monument                                       |
| El Sanatori, Casa Figueres                                                               | BCIL 1987 | Noucentisme Andreu Audet i Puig XX (1922)                   | Sant Just Desvern C. Bonavista, 29-31                                                     | 41° 22′ 54″ N, 2° 04′ 39″ E / 41.381528°N,2.077611°E | IPA-19290 | El Sanatori (Sant Just Desvern) · Vegeu més fotos d'aquest monument · Carregueu una nova foto d'aquest monument                                     |
| Can Mata                                                                                 | BCIL 1987 | Obra popular XVI                                            | Sant Just Desvern C. Bonavista, 120                                                       | 41° 23′ 12″ N, 2° 04′ 34″ E / 41.386608°N,2.076225°E | IPA-19291 | Can Mata (Sant Just Desvern) · Vegeu més fotos d'aquest monument · Carregueu una nova foto d'aquest monument                                        |
| Can Candeler, Torre Camosa, Torre de Mossèn Camós                                        | BCIL 1987 | Obra popular XV                                             | Sant Just Desvern                                                                         | 41° 23′ 26″ N, 2° 04′ 48″ E / 41.390417°N,2.079889°E | IPA-19292 | Can Candeler (Sant Just Desvern) · Vegeu més fotos d'aquest monument · Carregueu una nova foto d'aquest monument                                    |
| Can Cortès, Ca n'Orta, Ca n'Arnella                                                      | BCIL 1987 | Obra popular, gòtic XIV                                     | Sant Just Desvern                                                                         | 41° 23′ 31″ N, 2° 04′ 49″ E / 41.391944°N,2.080278°E | IPA-19293 | Can Cortès (Sant Just Desvern) · Vegeu més fotos d'aquest monument · Carregueu una nova foto d'aquest monument                                      |
| Can Sagrera, Mas Sacalm, Mas Palau, Heretat de l'Oliveres del Pla, Heretat d'en Massana  | BCIL 1987 | Obra popular, noucentisme XVIII (1709) / XX (1913)          | Sant Just Desvern Pg. de la Sagrera                                                       | 41° 23′ 11″ N, 2° 04′ 21″ E / 41.3865°N,2.0725°E     | IPA-19294 | Can Sagrera (Sant Just Desvern) · Vegeu més fotos d'aquest monument · Carregueu una nova foto d'aquest monument                                     |
| Can Ginestar, Casa d'en Rabassa, Casa d'en Duran                                         | BCIL 1987 | Modernisme 1403 / Ref. 1669, 1703, 1904                     | Sant Just Desvern Carles Mercader, 17                                                     | 41° 23′ 13″ N, 2° 04′ 32″ E / 41.386861°N,2.075611°E | IPA-19295 | Can Ginestar (Sant Just Desvern) · Vegeu més fotos d'aquest monument · Carregueu una nova foto d'aquest monument                                    |
| Can Ristol, Can Solanes de la Carretera                                                  | BCIL 1987 | Obra popular XVIII, XIX                                     | Sant Just Desvern Carretera Reial, 10                                                     | 41° 22′ 43″ N, 2° 04′ 46″ E / 41.378611°N,2.079444°E | IPA-19296 | Can Ristol (Sant Just Desvern) · Vegeu més fotos d'aquest monument · Carregueu una nova foto d'aquest monument                                      |
| Can Modolell                                                                             | BCIL 1987 | Obra popular / eclecticisme XV, XVII / XX                   | Sant Just Desvern                                                                         | 41° 22′ 41″ N, 2° 04′ 35″ E / 41.378167°N,2.076306°E | IPA-19297 | Can Modolell (Sant Just Desvern) · Vegeu més fotos d'aquest monument · Carregueu una nova foto d'aquest monument                                    |
| Walden 7                                                                                 | BCIL 1987 | Darreres tendències XX (1973-75)                            | Sant Just Desvern Carretera Reial                                                         | 41° 22′ 49″ N, 2° 04′ 04″ E / 41.380278°N,2.067778°E | IPA-19298 | Walden 7 (Sant Just Desvern) · Vegeu més fotos d'aquest monument · Carregueu una nova foto d'aquest monument                                        |
| Jardins Torreblanca                                                                      | BCIL 1987 | Eclecticisme XX Inici, XX Final                             | Sant Just Desvern Carretera Reial, 167                                                    | 41° 22′ 45″ N, 2° 03′ 17″ E / 41.379167°N,2.054722°E | IPA-19299 | Jardins Torreblanca (Sant Just Desvern) · Vegeu més fotos d'aquest monument · Carregueu una nova foto d'aquest monument                             |
| Casa Madriguera                                                                          | BCIL 1987 | Noucentisme XX                                              | Sant Just Desvern C. Catalunya, 5                                                         | 41° 22′ 49″ N, 2° 04′ 41″ E / 41.380278°N,2.078056°E | IPA-19300 | Casa Madriguera (Sant Just Desvern) · Vegeu més fotos d'aquest monument · Carregueu una nova foto d'aquest monument                                 |
| Casa Amorós                                                                              | BCIL 1987 | Noucentisme XX (1924)                                       | Sant Just Desvern C. de la Creu, 10                                                       | 41° 22′ 59″ N, 2° 04′ 50″ E / 41.383167°N,2.080611°E | IPA-19301 | Casa Amorós (Sant Just Desvern) · Vegeu més fotos d'aquest monument · Carregueu una nova foto d'aquest monument                                     |
| Hostal Vell, Lo Estudi, l'Hostal de la Creu, Hostal del Garrofer                         | BCIL 1987 | Obra popular XVII                                           | Sant Just Desvern C. de la Creu, 34-38                                                    | 41° 22′ 59″ N, 2° 04′ 42″ E / 41.383083°N,2.078222°E | IPA-19302 | Hostal Vell (Sant Just Desvern) · Vegeu més fotos d'aquest monument · Carregueu una nova foto d'aquest monument                                     |
| Fàbrica d'Electricitat                                                                   | BCIL 1987 | Noucentisme, racionalisme XX Inici                          | Sant Just Desvern C. de l'Electricitat 24                                                 | 41° 22′ 46″ N, 2° 04′ 36″ E / 41.379556°N,2.076528°E | IPA-19303 | Fàbrica d'Electricitat (Sant Just Desvern) · Vegeu més fotos d'aquest monument · Carregueu una nova foto d'aquest monument                          |
| Cal Roldan, Mas Canyet, Heretat d'en Termens                                             | BCIL 1987 | Obra popular                                                | Sant Just Desvern Camí de l'ermita de la Salut                                            | 41° 23′ 15″ N, 2° 04′ 02″ E / 41.3875°N,2.067222°E   | IPA-19304 | Cal Roldan (Sant Just Desvern) · Vegeu més fotos d'aquest monument · Carregueu una nova foto d'aquest monument                                      |
| Casa Petit                                                                               | BCIL 1987 | Noucentisme XX (1923)                                       | Sant Just Desvern C. de l'Església, 20-22                                                 | 41° 23′ 10″ N, 2° 04′ 37″ E / 41.386°N,2.077083°E    | IPA-19305 | Casa Petit (Sant Just Desvern) · Vegeu més fotos d'aquest monument · Carregueu una nova foto d'aquest monument                                      |
| Església parroquial dels Sants Just i Pastor                                             | BCIL 1987 | Gòtic, Renaixement 1569-71. Reconstrucció 1939-43           | Sant Just Desvern Plaça de l'Església                                                     | 41° 23′ 10″ N, 2° 04′ 33″ E / 41.386111°N,2.075833°E | IPA-19306 | Església parroquial dels Sants Just i Pastor (Sant Just Desvern) · Vegeu més fotos d'aquest monument · Carregueu una nova foto d'aquest monument    |
| Can Freixes, Torre d'en Ricart, Torre Guardiola, Torre Vidala o Can Pellicer             | BCIL 1987 | Obra popular XVI                                            | Sant Just Desvern C. Freixes                                                              | 41° 23′ 09″ N, 2° 04′ 41″ E / 41.38575°N,2.078056°E  | IPA-19307 | Can Freixes (Sant Just Desvern) · Vegeu més fotos d'aquest monument · Carregueu una nova foto d'aquest monument                                     |
| Taller d'Arquitectura - Xemeneia Fàbrica Sanson                                          | BCIL 1987 | Darreres tendències XX (1921, 1975-76)                      | Sant Just Desvern C. Indústria, 14                                                        | 41° 22′ 50″ N, 2° 04′ 06″ E / 41.380556°N,2.068472°E | IPA-19308 | Taller d'Arquitectura - Xemeneia Fàbrica Sanson (Sant Just Desvern) · Vegeu més fotos d'aquest monument · Carregueu una nova foto d'aquest monument |
| Cases Bassols Solé                                                                       | BCIL 1987 | Noucentisme Marcel·lià Coquillat i Llofriu XX (1916 - 1925) | Sant Just Desvern C. Major 43 i 45                                                        | 41° 22′ 52″ N, 2° 04′ 38″ E / 41.381028°N,2.077139°E | IPA-19309 | Cases Bassols Solé (Sant Just Desvern) · Vegeu més fotos d'aquest monument · Carregueu una nova foto d'aquest monument                              |
| Casa Siches, Casino Santjustenc, Casa Sitges, Casino dels Senyors                        | BCIL 1987 | Noucentisme XX (1923)                                       | Sant Just Desvern Passatge Major, 5                                                       | 41° 22′ 52″ N, 2° 04′ 46″ E / 41.38106°N,2.07958°E   | IPA-19310 | Casa Siches (Sant Just Desvern) · Vegeu més fotos d'aquest monument · Carregueu una nova foto d'aquest monument                                     |
| Casa Pruna                                                                               | BCIL 1987 | Modernisme Marcel·lià Coquillat i Llofriu XX (1909-12)      | Sant Just Desvern C. Marquès de Monistrol 11                                              | 41° 22′ 59″ N, 2° 04′ 34″ E / 41.383056°N,2.076139°E | IPA-19311 | Casa Pruna (Sant Just Desvern) · Vegeu més fotos d'aquest monument · Carregueu una nova foto d'aquest monument                                      |
| Casa Bardina                                                                             | BCIL 1987 | Noucentisme XX Inici                                        | Sant Just Desvern C. Marquès de Monistrol, 13                                             | 41° 22′ 59″ N, 2° 04′ 33″ E / 41.3830°N,2.07585°E    | IPA-19312 | Casa Bardina (Sant Just Desvern) · Vegeu més fotos d'aquest monument · Carregueu una nova foto d'aquest monument                                    |
| Torre de la Immaculada, Casa Canals                                                      | BCIL 1987 | Noucentisme Marcel·lià Coquillat i Llofriu XX (1917 / 1925) | Sant Just Desvern C. Miquel Reverter, 7                                                   | 41° 23′ 03″ N, 2° 04′ 25″ E / 41.384278°N,2.073528°E | IPA-19313 | Torre de la Immaculada (Sant Just Desvern) · Vegeu més fotos d'aquest monument · Carregueu una nova foto d'aquest monument                          |
| Casa del Doctor Caycedo                                                                  | BCIL 1987 | Noucentisme XX (1910)                                       | Sant Just Desvern C. Miquel Reverter, 26-28                                               | 41° 23′ 09″ N, 2° 04′ 26″ E / 41.385972°N,2.07375°E  | IPA-19314 | Casa del Doctor Caycedo (Sant Just Desvern) · Vegeu més fotos d'aquest monument · Carregueu una nova foto d'aquest monument                         |
| Torre Pons                                                                               | BCIL 1987 | Noucentisme Marcel·lià Coquillat i Llofriu XX (1910)        | Sant Just Desvern C. Mossèn Antonino Tenes, 1                                             | 41° 23′ 12″ N, 2° 04′ 26″ E / 41.386556°N,2.073889°E | IPA-19315 | Torre Pons (Sant Just Desvern) · Vegeu més fotos d'aquest monument · Carregueu una nova foto d'aquest monument                                      |
| Can Padrosa, Can Puig, Can Puig de les Basses                                            | BCIL 1987 | Obra popular XI, XVI                                        | Sant Just Desvern C. Oliveres s/n                                                         | 41° 23′ 37″ N, 2° 04′ 39″ E / 41.393611°N,2.0775°E   | IPA-19316 | Can Padrosa (Sant Just Desvern) · Vegeu més fotos d'aquest monument · Carregueu una nova foto d'aquest monument                                     |
| Ca n'Oliveres, Ca n'Oliveres de la Costa                                                 | BCIL 1987 | Obra popular XVI                                            | Sant Just Desvern C. Oliveres                                                             | 41° 23′ 53″ N, 2° 04′ 41″ E / 41.398056°N,2.078194°E | IPA-19317 | Ca n'Oliveres (Sant Just Desvern) · Vegeu més fotos d'aquest monument · Carregueu una nova foto d'aquest monument                                   |
| Casa Gazulla                                                                             | BCIL 1987 | Noucentisme Josep Alemany i Juvé XX (1947)                  | Sant Just Desvern Plaça del Parador                                                       | 41° 23′ 00″ N, 2° 04′ 28″ E / 41.383375°N,2.074361°E | IPA-19318 | Casa Gazulla (Sant Just Desvern) · Vegeu més fotos d'aquest monument · Carregueu una nova foto d'aquest monument                                    |
| Can Coscoll                                                                              | BCIL 1987 | Modernisme XIV, XX (1905)                                   | Sant Just Desvern Carretera de la Plana Padrosa                                           | 41° 23′ 28″ N, 2° 04′ 12″ E / 41.391111°N,2.07°E     | IPA-19319 | Can Coscoll (Sant Just Desvern) · Vegeu més fotos d'aquest monument · Carregueu una nova foto d'aquest monument                                     |
| Can Solanes, Can Solanes de la Costa                                                     | BCIL 1987 | Obra popular XIII                                           | Sant Just Desvern Carretera de la Plana Padrosa                                           | 41° 23′ 44″ N, 2° 04′ 21″ E / 41.395417°N,2.0725°E   | IPA-19320 | Can Solanes (Sant Just Desvern) · Vegeu més fotos d'aquest monument · Carregueu una nova foto d'aquest monument                                     |
| Mercat municipal de Sant Just Desvern                                                    | BCIL 1987 | Modernisme XX (1920)                                        | Sant Just Desvern Carrer Raval, 40                                                        | 41° 23′ 03″ N, 2° 04′ 37″ E / 41.384111°N,2.077083°E | IPA-19321 | Mercat municipal de Sant Just Desvern · Vegeu més fotos d'aquest monument · Carregueu una nova foto d'aquest monument                               |
| Can Fatjó, Mas Rella, Mas Reia, Can Ramoneda, Can Parellada                              | BCIL 1987 | Obra popular XIV                                            | Sant Just Desvern Torrent de la Font del Rector                                           | 41° 24′ 06″ N, 2° 05′ 22″ E / 41.401687°N,2.089578°E | IPA-19322 | Can Fatjó (Sant Just Desvern) · Vegeu més fotos d'aquest monument · Carregueu una nova foto d'aquest monument                                       |
| Can Vilar de la Muntanya, Mas Moragues, Mas Gombau                                       | BCIL 1987 | Obra popular XIV                                            | Sant Just Desvern Camí de Vallvidrera                                                     | 41° 23′ 53″ N, 2° 05′ 04″ E / 41.398056°N,2.084444°E | IPA-19323 | Can Vilar de la Muntanya (Sant Just Desvern) · Vegeu més fotos d'aquest monument · Carregueu una nova foto d'aquest monument                        |
| Can Carbonell de la Muntanya                                                             | BCIL 1987 | Obra popular XIV                                            | Sant Just Desvern                                                                         | 41° 23′ 59″ N, 2° 05′ 11″ E / 41.399722°N,2.086389°E | IPA-19324 | Can Carbonell de la Muntanya (Sant Just Desvern) · Vegeu més fotos d'aquest monument · Carregueu una nova foto d'aquest monument                    |
| Can Marlès, Can Massana                                                                  | BCIL 1987 | Obra popular XIV                                            | Sant Just Desvern Camí a Vallvidrera (a prop)                                             | 41° 24′ 14″ N, 2° 05′ 11″ E / 41.403778°N,2.086444°E | IPA-19325 | Can Marlès (Sant Just Desvern) · Vegeu més fotos d'aquest monument · Carregueu una nova foto d'aquest monument                                      |
| Can Cardona, Can Carbonell de la Creu, Can Codina o Can Solanes de la Plaça              | BCIL 1987 | Obra popular XIII                                           | Sant Just Desvern Plaça Verdaguer, 1                                                      | 41° 23′ 10″ N, 2° 04′ 31″ E / 41.38600°N,2.07522°E   | IPA-19326 | Can Cardona (Sant Just Desvern) · Vegeu més fotos d'aquest monument · Carregueu una nova foto d'aquest monument                                     |
| Can Madurallet, Can Carbonell de la Plaça, Can Modolell de la Plaça o Casa dels Caçadors | BCIL 1987 | Obra popular XIV                                            | Sant Just Desvern Carrer de l'Església, 4                                                 | 41° 23′ 08″ N, 2° 04′ 33″ E / 41.385653°N,2.075861°E | IPA-19327 | Can Madurallet (Sant Just Desvern) · Vegeu més fotos d'aquest monument · Carregueu una nova foto d'aquest monument                                  |
| Can Gelabert de la Riera, Can Gelabert, Can Gilabert                                     | BCIL 1987 | Obra popular XIV                                            | Sant Just Desvern Camí a Sant Feliu                                                       | 41° 23′ 09″ N, 2° 03′ 55″ E / 41.385833°N,2.065278°E | IPA-19328 | Can Gelabert de la Riera (Sant Just Desvern) · Vegeu més fotos d'aquest monument · Carregueu una nova foto d'aquest monument                        |
| Can Cuscó                                                                                |           | Modernisme XX Inici                                         | Sant Just Desvern Ctra. Reial, 25-27                                                      | 41° 22′ 42″ N, 2° 04′ 45″ E / 41.378227°N,2.079084°E | IPA-19329 | Can Cuscó (Sant Just Desvern) · Vegeu més fotos d'aquest monument · Carregueu una nova foto d'aquest monument                                       |
| Can Campreciós, Can Preciós                                                              | BCIL 1987 | Obra popular, neoclassicisme XVII                           | Sant Just Desvern Carrer de Sant Lluís, 2                                                 | 41° 23′ 08″ N, 2° 04′ 31″ E / 41.385444°N,2.075361°E | IPA-19330 | Can Campreciós (Sant Just Desvern) · Vegeu més fotos d'aquest monument · Carregueu una nova foto d'aquest monument                                  |
| Creu d'en Llevallol, creu de terme                                                       |           | Eclecticisme                                                | Sant Just Desvern Ctra. Vallvidrera BV-1468, entre Torre Bonaire i Torrent d'en Llevallol | 41° 24′ 30″ N, 2° 05′ 48″ E / 41.408320°N,2.096606°E | IPA-30861 | Creu d'en Llevallol (Sant Just Desvern) · Vegeu més fotos d'aquest monument · Carregueu una nova foto d'aquest monument                             |
| Creu de l'Hostal Vell o del Raval de la Creu, creu de terme                              |           | Renaixement XVII (enderrocada 1868, reconstruïda 2008)      | Sant Just Desvern Carrer de la Creu                                                       | 41° 22′ 59″ N, 2° 04′ 42″ E / 41.383013°N,2.078212°E | IPA-30862 | Creu de l'Hostal Vell (Sant Just Desvern) · Vegeu més fotos d'aquest monument · Carregueu una nova foto d'aquest monument                           |
| Molí fariner                                                                             |           | Obra popular XIV                                            | Sant Just Desvern Carretera de la Fatjol                                                  | 41° 23′ 31″ N, 2° 04′ 37″ E / 41.39192°N,2.0769°E    | IPA-36700 | Molí fariner (Sant Just Desvern) · Vegeu més fotos d'aquest monument · Carregueu una nova foto d'aquest monument                                    |
| Ajuntament de Sant Just Desvern                                                          |           | Obra popular XX Mitjan                                      | Sant Just Desvern Pl. Verdaguer, 2                                                        | 41° 23′ 09″ N, 2° 04′ 32″ E / 41.385944°N,2.075556°E | IPA-38280 | Ajuntament de Sant Just Desvern · Vegeu més fotos d'aquest monument · Carregueu una nova foto d'aquest monument                                     |
| Can Biosca                                                                               | BCIL 1987 | Obra popular XVI                                            | Sant Just Desvern Camí de Can Candeler                                                    | 41° 23′ 34″ N, 2° 04′ 56″ E / 41.392668°N,2.082278°E | IPA-45448 | Can Biosca (Sant Just Desvern) · Vegeu més fotos d'aquest monument · Carregueu una nova foto d'aquest monument                                      |
| Conjunt de cases de la barriada de l'Hostal                                              | BCIL 1987 | Obra popular XVIII, XIX                                     | Sant Just Desvern Ctra. Reial, 18-48                                                      | 41° 22′ 43″ N, 2° 04′ 42″ E / 41.378572°N,2.078251°E | IPA-45449 | Conjunt de cases de la barriada de l'Hostal (Sant Just Desvern) · Vegeu més fotos d'aquest monument · Carregueu una nova foto d'aquest monument     |
| Casa del Bar Ventura                                                                     | BCIL 1987 |                                                             | Sant Just Desvern Ctra. Reial, 52                                                         | 41° 22′ 43″ N, 2° 04′ 39″ E / 41.378665°N,2.077556°E | IPA-45450 | Carregueu una nova foto d'aquest monument |
| Can Piquet                                                                               | BCIL 1987 | XIX                                                         | Sant Just Desvern C. de la Font, 8                                                        | 41° 22′ 58″ N, 2° 04′ 24″ E / 41.382721°N,2.073453°E | IPA-45451 | Can Piquet (Sant Just Desvern) · Vegeu més fotos d'aquest monument · Carregueu una nova foto d'aquest monument                                      |
| Centre Pilot Regional d'Educació Especial                                                | BCIL 1987 | XX                                                          | Sant Just Desvern C. Hereter, 13                                                          | 41° 22′ 51″ N, 2° 04′ 21″ E / 41.380697°N,2.072487°E | IPA-45452 | Centre Pilot Regional d'Educació Especial (Sant Just Desvern) · Modifica el valor a Wikidata · Carregueu una nova foto d'aquest monument            |
| Conjunt urbà del carrer Josep Anselm Clavé                                               | BCIL 1987 | XIX, XX                                                     | Sant Just Desvern C. Josep Anselm Clavé                                                   | 41° 23′ 03″ N, 2° 04′ 28″ E / 41.384246°N,2.074453°E | IPA-45453 | Conjunt urbà del carrer Josep Anselm Clavé (Sant Just Desvern) · Vegeu més fotos d'aquest monument · Carregueu una nova foto d'aquest monument      |
| Vil·la Otília                                                                            | BCIL 1987 | XX                                                          | Sant Just Desvern                                                                         | 41° 22′ 51″ N, 2° 04′ 36″ E / 41.38076°N,2.076675°E  | IPA-45454 | Carregueu una nova foto d'aquest monument |
| Conjunt urbà del carrer del Marquès de Monistrol                                         | BCIL 1987 |                                                             | Sant Just Desvern C. del Marquès de Monistrol                                             | 41° 22′ 59″ N, 2° 04′ 33″ E / 41.383083°N,2.075781°E | IPA-45455 | Carregueu una nova foto d'aquest monument |
| Conjunt Sant Just Parc                                                                   | BCIL 1987 |                                                             | Sant Just Desvern                                                                         | 41° 23′ 03″ N, 2° 04′ 49″ E / 41.384179°N,2.080357°E | IPA-45457 | Conjunt Sant Just Parc (Sant Just Desvern) · Vegeu més fotos d'aquest monument · Carregueu una nova foto d'aquest monument                          |
| Casa Valls                                                                               | BCIL 1987 | XX                                                          | Sant Just Desvern C. Oliveres, 29, Urbanització Bell Soleig                               | 41° 23′ 48″ N, 2° 04′ 37″ E / 41.396748°N,2.076860°E | IPA-45458 | Carregueu una nova foto d'aquest monument |
| Can Mèlic                                                                                | BCIL 1987 | Obra popular XVI                                            | Sant Just Desvern C. de l'Onze de Setembre                                                | 41° 23′ 23″ N, 2° 04′ 22″ E / 41.389860°N,2.072688°E | IPA-45459 | Can Mèlic (Sant Just Desvern) · Vegeu més fotos d'aquest monument · Carregueu una nova foto d'aquest monument                                       |
| Casa Bistagne                                                                            | BCIL 1987 | XX                                                          | Sant Just Desvern C. Picalquers                                                           | 41° 23′ 18″ N, 2° 05′ 05″ E / 41.388373°N,2.084637°E | IPA-45461 | Casa Bistagne (Sant Just Desvern) · Vegeu més fotos d'aquest monument · Carregueu una nova foto d'aquest monument                                   |
| Casa Campmany                                                                            | BCIL 1987 | XX                                                          | Sant Just Desvern Rbla. de Sant Just, 11                                                  | 41° 22′ 51″ N, 2° 04′ 30″ E / 41.380782°N,2.074872°E | IPA-45463 | Carregueu una nova foto d'aquest monument |
| Conjunt del Raval                                                                        | BCIL 1987 | XVII                                                        | Sant Just Desvern C. Raval de la Creu, 1-3-5                                              | 41° 23′ 00″ N, 2° 04′ 42″ E / 41.383205°N,2.078253°E | IPA-45464 | Carregueu una nova foto d'aquest monument |
| Conjunt urbà de la plaça del Sagrat Cor                                                  | BCIL 1987 | Noucentisme XX                                              | Sant Just Desvern Pl. del Sagrat Cor                                                      | 41° 22′ 52″ N, 2° 04′ 26″ E / 41.3811°N,2.0740°E     | IPA-45465 | Carregueu una nova foto d'aquest monument |
| Can Baró                                                                                 | BCIL 1987 | Obra popular XIII-XIV                                       | Sant Just Desvern Torrent de la Font del Ferro                                            | 41° 23′ 56″ N, 2° 05′ 30″ E / 41.399003°N,2.091533°E | IPA-45466 | Can Baró (Sant Just Desvern) · Vegeu més fotos d'aquest monument · Carregueu una nova foto d'aquest monument                                        |
| Can Cuiàs, Sant Joan de l'Herm                                                           | BCIL 1987 | Obra popular XIII-XIV                                       | Sant Just Desvern Ctra. de Vallvidrera                                                    | 41° 24′ 30″ N, 2° 05′ 23″ E / 41.408233°N,2.089737°E | IPA-45467 | Can Cuiàs (Sant Just Desvern) · Vegeu més fotos d'aquest monument · Carregueu una nova foto d'aquest monument                                       |
| Conjunt urbà de la plaça Verdaguer                                                       | BCIL 1987 |                                                             | Sant Just Desvern Pl. Verdaguer                                                           | 41° 23′ 08″ N, 2° 04′ 32″ E / 41.385685°N,2.075508°E | IPA-45468 | Conjunt urbà de la plaça Verdaguer (Sant Just Desvern) · Vegeu més fotos d'aquest monument · Carregueu una nova foto d'aquest monument              |
| L'Ateneu                                                                                 |           | Noucentisme XX (1955-1957)                                  | Sant Just Desvern C. Ateneu, 3-5                                                          | 41° 22′ 55″ N, 2° 04′ 36″ E / 41.38195°N,2.07669°E   | IPA-49610 | L'Ateneu (Sant Just Desvern) · Vegeu més fotos d'aquest monument · Carregueu una nova foto d'aquest monument                                        |
| Casa Costa                                                                               |           | Noucentisme XX                                              | Sant Just Desvern C. de la Creu, 79 - pl. Antoni Malaret i Amigó                          | 41° 22′ 56″ N, 2° 04′ 33″ E / 41.38223°N,2.07597°E   | IPA-49611 | Casa Costa (Sant Just Desvern) · Vegeu més fotos d'aquest monument · Carregueu una nova foto d'aquest monument                                      |
| Habitatge a la rambla de Sant Just, 30                                                   |           | Noucentisme XX                                              | Sant Just Desvern Rbla. de Sant Just, 30                                                  | 41° 22′ 56″ N, 2° 04′ 28″ E / 41.38236°N,2.07446°E   | IPA-49612 | Carregueu una nova foto d'aquest monument |
| Habitatge al carrer de l'Electricitat, 3                                                 |           | Noucentisme XX                                              | Sant Just Desvern C. de l'Electricitat, 3                                                 | 41° 22′ 48″ N, 2° 04′ 46″ E / 41.38002°N,2.07957°E   | IPA-49613 | Habitatge al carrer de l'Electricitat, 3 (Sant Just Desvern) · Vegeu més fotos d'aquest monument · Carregueu una nova foto d'aquest monument        |